# Comunión (Álava)
Comunión (oficialmente Comunión/Komunioi) es un concejo del municipio de Lantarón, en la provincia de Álava, País Vasco, España.
En este concejo se encuentran los locales administrativos del Ayuntamiento de Lantarón. 

## Localización
El acceso al pueblo se realiza desde la A-2122, siendo fronterizo con la ciudad de Miranda de Ebro y en las cercanías del Ebro y de la carretera N-I.

## Despoblado
Forma parte del concejo una fracción del despoblado de:
- Cabriana.[2]

## Historia
Los orígenes de la localidad tiene gran relación con la cercana villa romana de Cabriana, y tras la Reconquista, en el año 822, fue repoblado por asturianos.
Desde principios del siglo XVII, esta villa fue señorío jurisdiccional de los Sámano y Urbina, señores y marqueses de Villabenázar.
Antiguamente era un pertenecido del municipio de Salcedo.
Hasta el año 1989 la localidad de Zubillaga, hoy en día el pueblo más joven de Álava, era un barrio de Comunión.

## Demografía
| Gráfica de evolución demográfica de Comunión entre 2000 y 2017 |
|                                                                |
| Población de derecho según los censos de población del INE.    |

## Cultura

### Patrimonio material
La iglesia románica del pueblo es en honor de San Cornelio y San Cripriano y está anticipada de un agradable jardín con una cruz central. Sus calles son las típicas irregulares de la mayoría de las poblaciones alavesas, con un predominante diseminado, sumadas a la influencia de la carretera, siendo sus casas y caseríos, en general, de cuidada belleza rural.

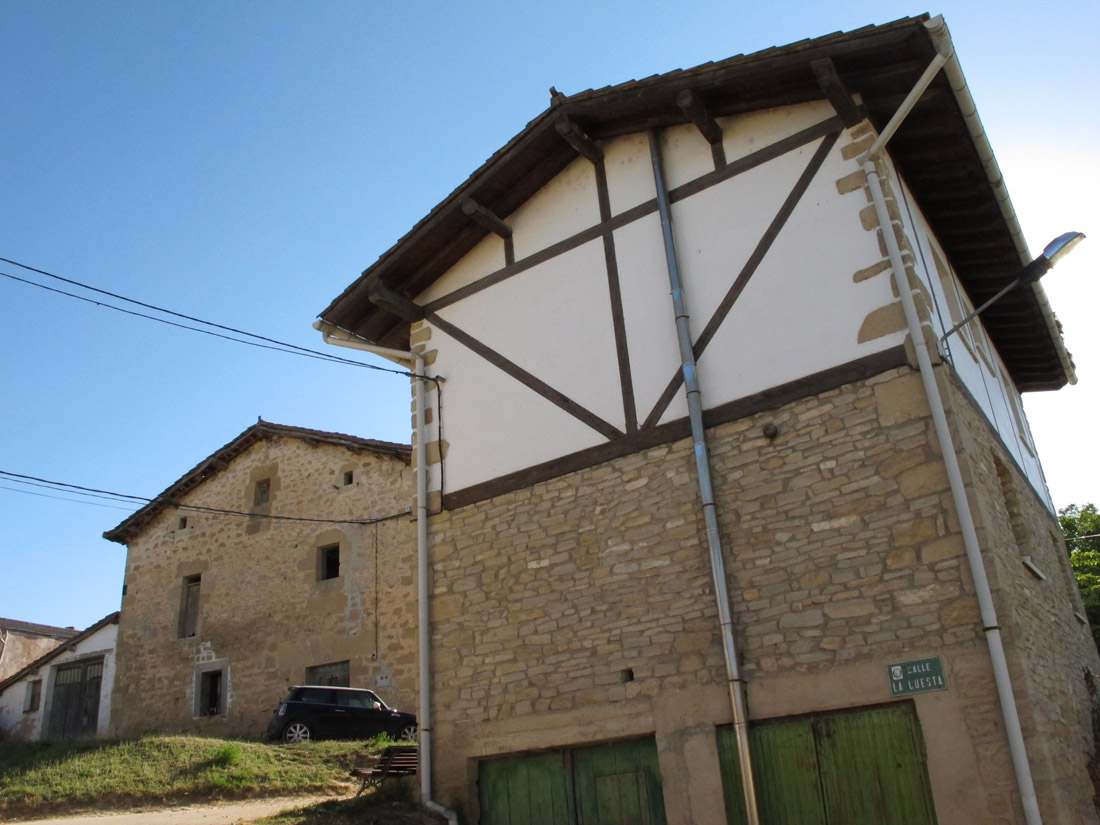
Casa restaurada recientemente en Comunión con un caserío tradicional abandonado detrás

A menos de dos kilómetros del pueblo se encuentra la localidad de Salcedo (Álava), y en dirección al río Bayas, a más o menos la misma distancia, se encuentra la localidad de Rivabellosa.

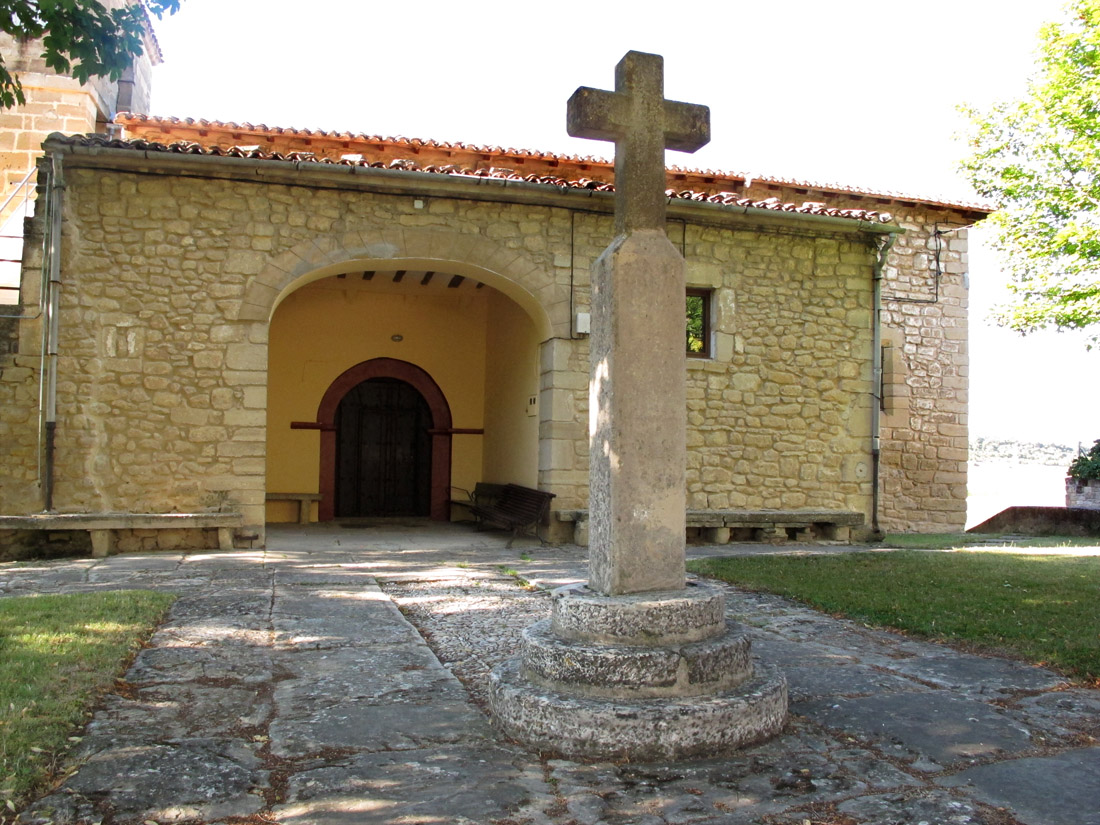
Iglesia de San Cornelio y San Cipriano

En el entorno cercano se pueden visitar el Lago de Caicedo-Yuso y la localidad de Salinas de Añana, y desde las zonas elevadas del pueblo sobresalen los montes Obarenes, tras el valle de Miranda, con el monte Paul y los riscos de Cellorigo claramente visibles.

### Patrimonio inmaterial
Fiestas patronales, en honor a San Cipriano y San Cornelio. Fin de semana más cercano al 16 de septiembre.